# Satna (district)
Satna is een district van de Indiase staat Madhya Pradesh. Het district telt 1.868.648 inwoners (2001) en heeft een oppervlakte van 7502 km².
Hoofdstad: Bhopal
Districten: